# Ellen Van den Eynde
Ellen Van den Eynde (1990) is een Vlaamse actrice. Van september 2009 tot oktober 2012 vertolkte ze de rol van Hannah Van Den Bossche in Familie, een soapserie op de Vlaamse zender VTM. In 2013 speelde ze op dezelfde zender gastrollen in De kotmadam en Binnenstebuiten. Van den Eynde combineert haar acteerwerk met een opleiding communicatiewetenschappen te Antwerpen.